# Tirol (regiune istorică)
Pentru localitatea Tirol, vedeți Tirol, Caraș-Severin. Pentru alte utilizări, vedeți Tirol (dezambiguizare)

Locul ocupat de fostul Comitat Tirol în Austria și în Italia zilelor noastre
Culoare roșie — Tirolul de Nord și de est în Austria
Culoare verde — Tirolul de Sud și Trentino în Italia

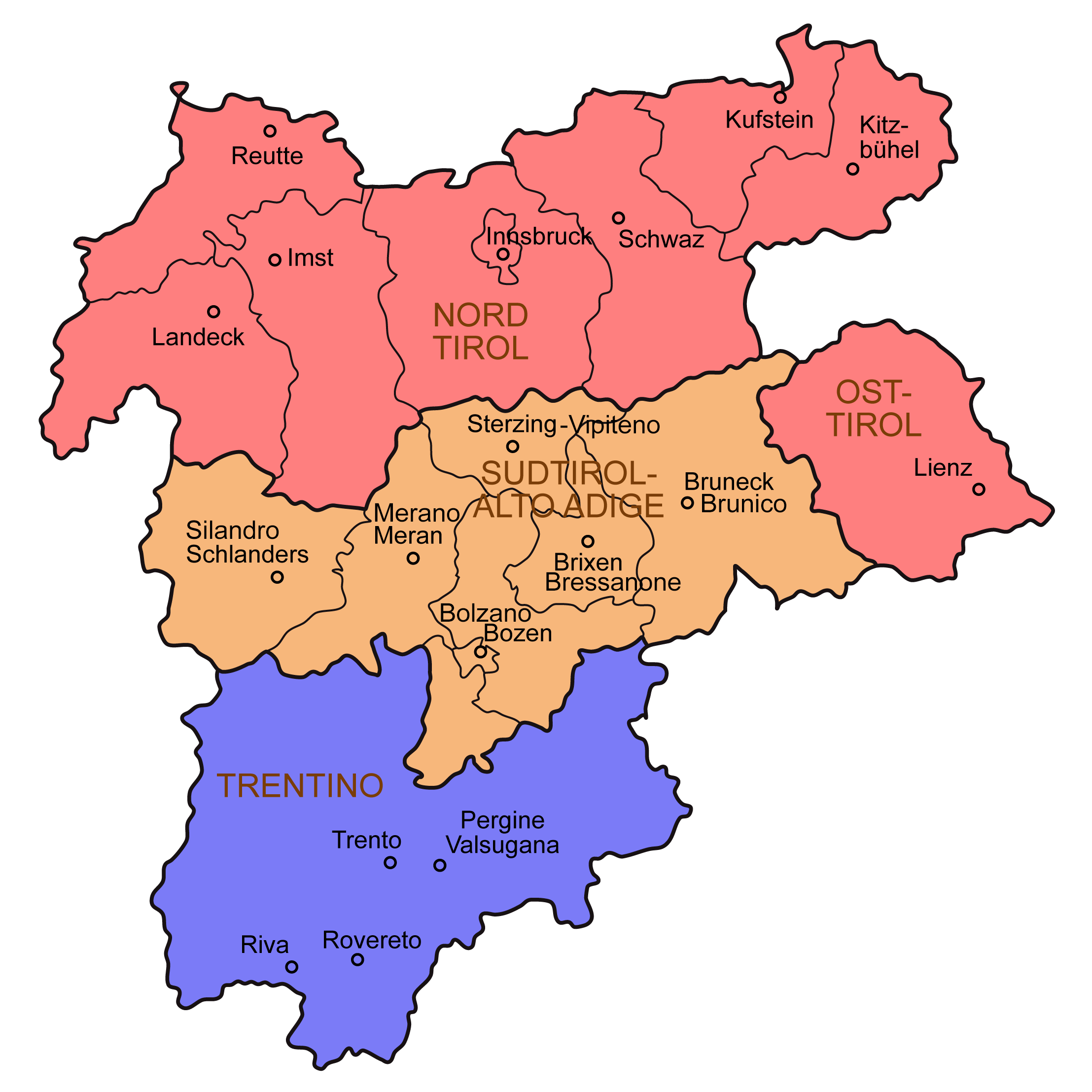
Regiuni cuprinse astăzi în Euroregiunea Tirol - Tirolul de Sud - Trento. Tirolului istoric îi mai aparțineau și Cortina d’Ampezzo, Livinallongo del Col di Lana, Colle Santa Lucia (BL), Valvestino, Magasa (BS) și Pedemonte (VI).

Tirol este o regiune în Alpi în vestul Austriei și în nordul Italiei. Regiunea a stat vreme îndelungată sub o orânduire comună. După Primul Război Mondial și după prăbușirea Imperiului Habsburgilor (Austro-Ungaria), Comitatul Tirol a fost împărțit în anul 1919 prin Tratatul de la Saint-Germain-en-Laye în:
1. Tirolul de Nord și în Tirolul de Est (azi compun statul federal Tirol) care au rămas în Republica Austria
2. Tirolul de Sud și Welschtirol, care constituie în zilele noastre Regiunea Autonomă Trentino-Tirolul de Sud care au fost cedate Republicii Italiene.

Din anul 2011 Regiunea Tirol posedă statut de persoană juridică sub forma unei Grupări europene de cooperare teritorială.